# Вилюнас, Витис Казиса
Витис Казиса Вилюнас (лит. Viliūnas Vytis, 19 июля 1944, Паневежис — 10 ноября 2011, Вильнюс) — советский, российский и литовский психолог, доктор психологических наук, профессор кафедры общей психологии факультета психологии МГУ имени М. В. Ломоносова, профессор факультета педагогики и психологии Вильнюсского педагогического университета.

## Биография
В 1970 году окончил факультет психологии, в 1973 году — аспирантуру МГУ им. М. В. Ломоносова. В 1974 году защитил кандидатскую диссертацию «Психологический анализ эмоциональных явлений» (научный руководитель — профессор А. Н. Леонтьев).
С 1973 года — преподаватель, с 1992 года — профессор кафедры общей психологии. В 1990 году защитил докторскую диссертацию «Психологические механизмы развития мотивации», в которой проведено исследование проблем психологии мотивации и эмоций, а также описаны регулятивное значение психики и природные предпосылки психики человека.
Основные направления научных исследований — субъективные переживания человека, субъективная реальность. Исследовал феноменологию эмоций и обосновал возможность использования феноменологических данных в построении теории эмоций.
Ему посвящён специальный выпуск журнала Journal of Russian & East European Psychology.
Один из руководителей Общества литовской культуры в Москве.

## Основные работы

### Монографии
- Вилюнас В. К. Психологические механизмы биологической мотивации. — М.: Изд-во Моск. ун-та, 1986. — 208 с.
- Вилюнас В. К. Психологические механизмы мотивации человека. — М.: Изд-во Моск. ун-та, 1990. — 288 с.
- Вилюнас В. К. Психология развития мотивации. — СПб.: Речь, 2006. — 458 с.
- Вилюнас В. К. Психология эмоциональных явлений. — М.: Изд-во Моск. ун-та, 1976. — 142 с.

### Статьи
- Вилюнас В. К. Инстинкт в свете эмоциональной концепции мотивации // Вестн. Моск. ун-та. Серия 14: Психология. — 1997. — № 1. — С. 3-13.
- Вилюнас В. К. Обусловливание мотивационных отношений // Вестн. Моск. ун-та. Серия 14: Психология. — 1985. — № 4. — С. 50—59.
- Вилюнас В. К. Фенотипическая интерпретация политической активности // Вестн. Моск. ун-та. Серия 14: Психология. — 2001. — № 2. — С. 51-62
- Вилюнас В. К. Эмпирические характеристики эмоциональной жизни // Психологический журнал. — 1997. — Т.18. — № 3. — С. 26-35.
- Вилюнас В. К., Кравченко А. С. Мотивация демонстративного поведения // Современная психология мотивации / Под ред. Д. А. Леонтьева. — М.: Смысл, 2002. — С. 122—151.